# 华西第一年学生用中文教材
《华西第一年学生用中文教材》（英語：Chinese Lessons for First Year Students in West China）是1917年由成都華西協合大學出版的四川話語言教材，作者为加拿大美道會傳教士兼医学博士启尔德。

## 历史
1910年，启尔德与来自美国的美以美會差會傳教士毕启等人一起创办了华西协合大学。
1917年，启尔德编写了一部适合西方人学习四川语言的教材《华西第一年学生用中文教材》。该教材遂成为世界上唯一一本正式出版的教授四川话的英语教材。此外，倫敦內地會傳教士鍾秀芝（Adam Grainger）曾於1900年出版四川話詞典《西蜀方言》（Western Mandarin, or the Spoken Language of Western China; with Syllabic and English Indexes）。
此書有兩種中譯本，2015年由四川人民出版社發行的《民國四川話英語教科書》和2016年天地出版社發行的《英格里希絕配百年四川話》。

## 外部連結
- 收藏的《Chinese lessons for first year students in West China》